# Мит о Јасеновцу
Мит о Јасеновцу хрватски је ревизионистички документарни филм.

## Контроверзе
Аутор филма је Роман Лељак, филм је радио по истоименој књизи коју је сам написао. Филм и књигу заснива на својим истраживањима, како наводи, у архивима Београда.
Мит о Јасеновцу пориче да се радило о логору смрти, већ да је у питању сабирни или радни логор, а број жртава своди на 1654 особе. Са друге стране говори како је број жртава случаја Блајбург броји око триста хиљада људи. Такође, тврди да није било ликвидације деце у Јасеновцу, већ да су она умирала због болести и природном смрћу. Поред негирања геноцида над Србима и Ромима, Роман пориче и холокауст над Јеврејима, чак говори како су их усташе штитиле и како су им заправо комунисти били највећи непријатељи. Наводи и да се прави „Јасеновац“ на Балкану се зове Сајмиште и да се налази у Београду.
Љељак кроз своја дела показује симпатије према усташама и НДХ назива младом хрватском државом.
Хрватски историчар Хрвоје Класић је за Лељакова историографска дела рекао да су „школски пример историјског ревизионизма и негационизма”.
Књига и филм су промивисане на бројним локацијама широм Хрватске, углавном у просторијама у власништву Католичке цркве, али и у јавним просторима. Мит о Јасеновцу је промовисан на јавној хрватској телевизији (ХРТ), а потом приказан на фестивалу који финансирају Министарство бранитеља и Град Загреб.
Јавна установа Спомен-подручје Јасеновац устала је против Мита о Јасеновцу.